# Wsewoloschsk
Wsewoloschsk (russisch Все́воложск, finnisch Seuloskoi) ist eine Stadt in der nordwestrussischen Oblast Leningrad und hat 78.011 Einwohner (Stand 1. Januar 2024).

## Geografie
Die Stadt liegt auf der Karelischen Landenge etwa 20 km nordöstlich der Oblasthauptstadt Sankt Petersburg am Flüsschen Lubja, einem linken Nebenfluss der in die Newa mündenden Ochta.
Wsewoloschsk ist der Oblast administrativ direkt unterstellt und zugleich Verwaltungszentrum des gleichnamigen Rajons.

## Geschichte
Auf dem Territorium der heutigen Stadt befand sich ab dem 18. Jahrhundert der Gutshof Rjabowo, welchen Peter I. nach dem Großen Nordischen Krieg 1700–1721 seinem Vertrauten und Feldmarschall Alexander Menschikow geschenkt hatte.
Von 1774 bis 1779 war der deutsch-baltische Hofbankier der Zarin Katharina II. Baron Johann Freedericksz (Iwan Frederiks) Besitzer des Hofes und ließ dort die Käseherstellung sowie die Trockenlegung der umliegenden Sümpfe aufnehmen.
Ab 1818 gehörten Hof und entstandenes Dorf der Adelsfamilie Wsewoloschski, welche die Meliorationsarbeiten fortsetzen, eine Zuckerfabrik sowie bedeutende Obstgärten und Gewächshäuser einrichten ließ, aus welchen Sankt Petersburg beliefert wurde. Es entstand ein Theater, anfangs mit leibeigenen Schauspielern; Wsewoloschsk war die erste Ortschaft Russlands, in welcher die Straßen mit Gaslaternen beleuchtet wurden. Rjabowo wurde zur beliebten Sommerfrische und ab der Mitte des 19. Jahrhunderts zu einer bekannten Landhaussiedlung, in der sich die aristokratischen Kreise Sankt Petersburgs trafen. So besuchten die Komponisten Michail Glinka, Alexander Aljabjew und Alexei Werstowski sowie der Bildhauer und Maler Fjodor Tolstoi den Ort.

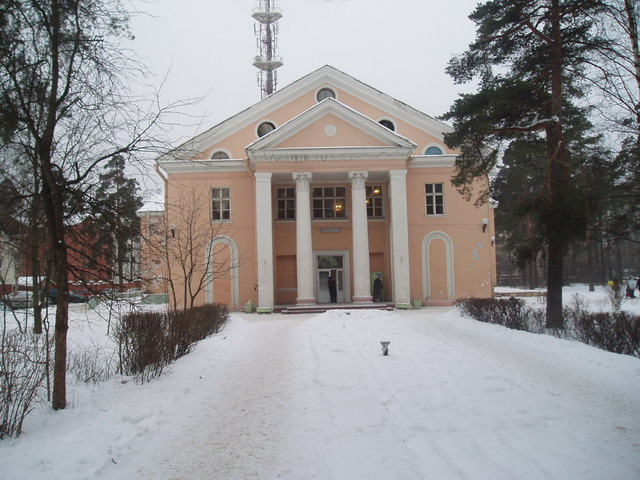
Das „Kulturhaus“ in Wsewoloschsk

Seit dem Jahr 1892 führte eine für die Belieferung Sankt Petersburgs mit Torf und den Ausflugsverkehr errichtete Schmalspurbahnstrecke, die Irinowkabahn (russisch Ириновская железная дорога/Irinowskaja schelesnaja doroga), durch das Gebiet der heutigen Stadt. Wenige Kilometer westlich von Rjabowo öffnete zunächst die Station Christinowka, die bald nach dem Besitzer der dortigen Ländereien, dem Adeligen Bernhard (russisch Berngard), in Berngardowka umbenannt wurde und bis heute so heißt. 1895 entstand der heute wichtigste Bahnhof der Stadt Wsewoloschskaja nach den Besitzern Rjabowos. In Folge ging dieser Stationsname auch auf den Ort über.
Im Zweiten Weltkrieg verlief während der Leningrader Blockade die „Straße des Lebens“ (russisch Дорога жизни) durch Wsewoloschsk, welche das belagerte Leningrad mit dem Rest der Sowjetunion verband.
1963 wurde das Stadtrecht verliehen. Heute ist Wsewoloschsk eine wachsende Satellitenstadt Sankt Petersburgs.

### Bevölkerungsentwicklung
| Jahr | Einwohner |
| ---- | --------- |
| 1939 | 11.848    |
| 1959 | 27.768    |
| 1970 | 26.978    |
| 1979 | 28.588    |
| 1989 | 31.946    |
| 2002 | 45.310    |
| 2010 | 59.704    |

Anmerkung: Volkszählungsdaten

## Wirtschaft und Infrastruktur

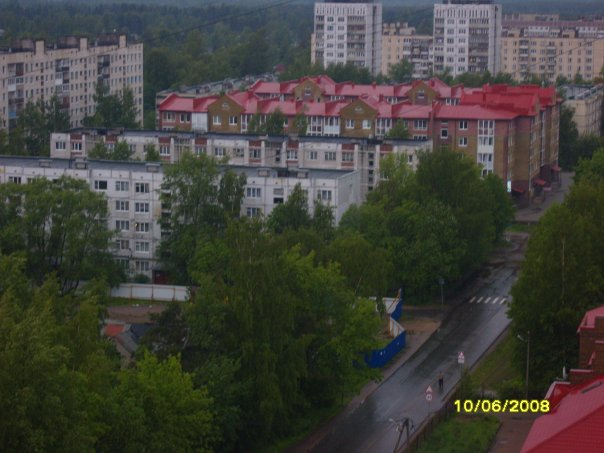
Eines der neuen Wohnviertel

In Wsewoloschsk produziert Ford seit 2002 Personenkraftwagen des Typs Ford Focus; ab 2008 soll auch der Ford Mondeo hergestellt werden. In Folge siedelten sich weitere Unternehmen der Automobilindustrie in der Stadt an, so 2004 der finnische Reifenhersteller Nokian Renkaat. Daneben gibt es Betriebe für Haushaltsgeräte, der Textil- und Lebensmittelindustrie sowie der Baumaterialienwirtschaft.
Die Stadt liegt an der Eisenbahnstrecke Sankt Petersburg–Ladoschskoje Osero (am Westufer des Ladogasees) bzw. –Newskaja Dubrowka (am rechten Newaufer gegenüber Schlüsselburg und Kirowsk; Vorortverkehr vom Sankt Petersburger Finnischen Bahnhof mit Elektritschkas). Ursprünglich waren die Strecken ab 1892 als Schmalspurbahn eröffnet worden, welche die erste des öffentlichen Verkehrs mit der späteren russischen Schmalspur-Standardspurweite von 750 mm darstellte. 1921 erfolgte wegen des hohen Verkehrsaufkommens die Umspurung auf russische Breitspur bei teilweiser Neutrassierung.
Die Fernstraße R21 Sankt Petersburg–Petrosawodsk–Murmansk führt südlich an Wsewoloschsk vorbei. Durch den Norden der Stadt führt die Straße 41K-064 von Sankt Petersburg zum Westufer des Ladogasees. Sie ist die moderne Entsprechung der oben genannten „Straße des Lebens“.

## Persönlichkeiten
- Wladimir Beloussow (* 1946 in Wsewoloschsk), Skispringer; Olympiasieger 1968
- Juri Slepuchin (1926–1998), Schriftsteller; lebte ab 1958 in Wsewoloschsk